# Tümpel am Schiffsleidingsweg
Der Tümpel am Schiffsleidingsweg ist ein geschütztes, flächenhaftes Naturdenkmal im niedersächsischen Landkreis Aurich in Ostfriesland. Es trägt die Nummer ND AUR 00118.

## Beschreibung des Gebietes
Das am 3. April 1987 ausgewiesene flächenhafte Naturdenkmal nordwestlich des Dorfzentrums liegt am namensgebenden Schiffsleidingsweg vollständig auf dem Gebiet der Gemeinde Upgant-Schott, die wiederum Teil der Samtgemeinde Brookmerland ist. Das Landschaftsschutzgebiet besteht aus einem kolkähnlichen Stillgewässer innerhalb landwirtschaftlicher Nutzflächen. Es ist nach Ansicht des Landkreises Aurich durch das Vorhandensein der Krebsschere und als Laichgewässer für Amphibien besonders wertvoll.